# Élection présidentielle fidjienne de 2021
L'Élection présidentielle fidjienne de 2021 a lieu au suffrage indirect le 22 octobre 2021 afin d'élire le président des Fidji.
Le président sortant Jioji Konrote n'est pas éligible à sa succession, la constitution limitant à deux le nombre de mandat présidentiels.
Wiliame Katonivere est élu avec le soutien du parti Fidji d'abord du Premier ministre Frank Bainimarama.

## Contexte
Élu en octobre 2015 sur proposition du Premier ministre Frank Bainimarama, Jioji Konrote est le premier chef de l'État à l'être sous la Constitution de 2013, qui attribue au président des fonctions principalement cérémonielles et symboliques. Il est le premier président fidjien à ne pas être iTaukei, c'est-à-dire autochtone mélanésien. Il est également le premier à ne pas être issu de l'aristocratie et à ne pas avoir un titre de chef coutumier. Il est investi dans ses fonctions le 12 novembre suivant.
Le 31 août 2018, il est réélu sans opposition par le Parlement, l'opposition parlementaire ayant jugé prématurée l'élection, le mandat du président ne devant s'achever qu'en novembre. Les membres du Parti libéral social-démocrate (Sodelpa) refusent par conséquent de prendre part au vote, et aucun candidat n'est proposé par l'opposition.
Après deux mandats de trois ans, Jioji Konrote n'est pas éligible à sa succession, la constitution limitant à deux le nombre de mandat présidentiels. Le 15 août 2021, le Premier ministre Voreqe Bainimarama confirme la tenue du scrutin présidentiel avant fin novembre. Le contre-amiral Viliame Naupoto et le chef de la Province de Macuata Wiliame Katonivere sont jugés favoris parmi les candidats du gouvernement, l'ancien ministre Epeli Ganilau étant quant à lui attendu comme candidat de l'opposition pour la seconde fois.

## Mode de scrutin
Le président de la République est élu au suffrage indirect uninominal majoritaire à un tour par le Parlement pour un mandat de trois ans reconductible une fois. Le Premier ministre et le chef de l'opposition proposent chacun un candidat aux députés, qui procèdent ensuite au vote, au cours duquel le candidat réunissant le plus de voix l'emporte. En cas d'égalité, un second tour est organisé le lendemain. Si l'égalité persiste après trois tours de scrutin, le candidat proposé par le Premier ministre l'emporte. Si le Premier ministre et le chef de l'opposition s'accordent sur un même candidat, celui ci devient président sans qu'il ne soit procédé à un vote. Tous candidat élu président en étant membre d'un parti politique doit obligatoirement le quitter avant sa prise de fonction.

## Résultats
| Candidats                | Candidats                | Partis                   | Voix | %      |
| ------------------------ | ------------------------ | ------------------------ | ---- | ------ |
|                          | Wiliame Katonivere       | Fidji d'abord            | 28   | 54,90  |
|                          | Teimumu Kepa             | Sodelpa                  | 23   | 45,10  |
|                          |                          |                          |      |        |
| Votes valides            | Votes valides            | Votes valides            | 51   | 100,00 |
| Votes blancs et nuls     | Votes blancs et nuls     | Votes blancs et nuls     | 0    | 0,00   |
| Total                    | Total                    | Total                    | 51   | 100,00 |
| Abstention               | Abstention               | Abstention               | 0    | 0,00   |
| Inscrits / participation | Inscrits / participation | Inscrits / participation | 51   | 100,00 |

## Suites

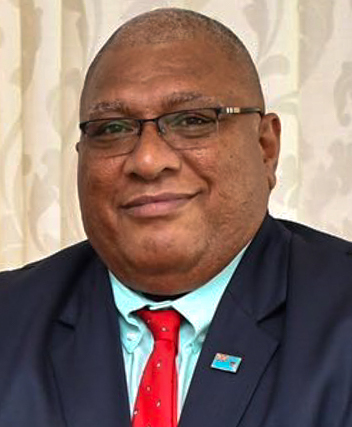
Wiliame Katonivere

Le candidat du Premier ministre Frank Bainimarama, Wiliame Katonivere, président du parti Fidji d'abord, est élu avec 28 voix sur 51 contre 23 à son opposante, Teimumu Kepa, nommée par la cheffe de l'opposition Lynda Tabuya. Katonivere parvient notamment à recueillir une voix de plus que le total des 27 députés des Fidji d'abord, un député de l'opposition — Mosese Bulitavu, du Parti libéral social-démocrate — ayant voté pour lui. A 57 ans, il devient également le plus jeune président de l'histoire des Fidji.
L'élection est critiquée par l'ancien premier ministre Mahendra Chaudhry en raison de l'appartenance des candidats à des partis politiques, là où la constitution impose au président d'être apolitique. Wiliame Katonivere doit de fait démissionner de la présidence des Fidji d'abord avant son investiture. L'ancien premier ministre Sitiveni Rabuka se réjouit quant à lui de l'élection d'un chef traditionnel.
Wiliame Katonivere prête serment en tant que sixième président des Fidji le 12 novembre 2021, après avoir quitté la présidence de Fidji d'abord.